# Heart on Fire
Heart on Fire är en låt av den ukrainska sångerskan Ruslana.
Trots att den skrevs 2005 har den fortfarande inte släppts på CD. Den kommer troligen hamna som bonuslåt på Ruslanas nya album Wild Energy.
Låten kunde bland annat höras i Eurovision Song Contest 2005 i Kiev då Ruslana uppträdde som gästartist. Förutom Heart on Fire sjöng hon också The Same Star.